# CIM-10 Chapitre 16 : Certaines affections dont l'origine se situe dans la période périnatale
Cet article développe le chapitre XVI de la classification internationale des maladies, CIM-10.

## P00-P04 - Fœtus et nouveau-né affectés par des troubles maternels et par des complications de la grossesse, du travail et de l'accouchement
- (P00) Fœtus et nouveau-né affectés par des affections maternelles, éventuellement sans rapport avec la grossesse actuelle
  - (P00.0) Fœtus et nouveau-né affectés par des troubles hypertensifs de la mère
  - (P00.1) Fœtus et nouveau-né affectés par des maladies rénales et des voies urinaires de la mère
  - (P00.2) Fœtus et nouveau-né affectés par des maladies infectieuses et parasitaires de la mère
  - (P00.3) Fœtus et nouveau-né affectés par d'autres maladies circulatoires et respiratoires de la mère
  - (P00.4) Fœtus et nouveau-né affectés par des troubles nutritionnels de la mère
  - (P00.5) Fœtus et nouveau-né affectés par un traumatisme de la mère
  - (P00.6) Fœtus et nouveau-né affectés par une intervention chirurgicale chez la mère
  - (P00.7) Fœtus et nouveau-né affectés par d'autres interventions médicales chez la mère, non classées ailleurs
  - (P00.8) Fœtus et nouveau-né affectés par d'autres affections maternelles
  - (P00.9) Fœtus et nouveau-né affectés par une affection maternelle, sans précision

- (P01)  Fœtus et nouveau-né affectés par les complications de la grossesse chez la mère
  - (P01.0) Fœtus et nouveau-né affectés par la béance du col
  - (P01.1) Fœtus et nouveau-né affectés par la rupture prématurée des membranes
  - (P01.2) Fœtus et nouveau-né affectés par un oligoamnios
  - (P01.3) Fœtus et nouveau-né affectés par un hydramnios
  - (P01.4) Fœtus et nouveau-né affectés par une grossesse extra-utérine
  - (P01.5) Fœtus et nouveau-né affectés par une grossesse multiple
  - (P01.6) Fœtus et nouveau-né affectés par la mort de la mère
  - (P01.7) Fœtus et nouveau-né affectés par une présentation anormale avant le travail
  - (P01.8) Fœtus et nouveau-né affectés par d'autres complications de la grossesse chez la mère
  - (P01.9) Fœtus et nouveau-né affectés par une complication de la grossesse chez la mère, sans précision

- (P02) Fœtus et nouveau-né affectés par des complications concernant le placenta, le cordon ombilical et les membranes
  - (P02.0) Fœtus et nouveau-né affectés par placenta praevia
  - (P02.1) Fœtus et nouveau-né affectés par d'autres formes de décollement et d'hémorragie placentaires
  - (P02.2) Fœtus et nouveau-né affectés par des anomalies morphologiques et fonctionnelles du placenta, autres et sans précision
  - (P02.3) Fœtus et nouveau-né affectés par des syndromes de transfusion placentaire
  - (P02.4) Fœtus et nouveau-né affectés par une procidence du cordon ombilical
  - (P02.5) Fœtus et nouveau-né affectés par d'autres formes de compression du cordon ombilical
  - (P02.6) Fœtus et nouveau-né affectés par des affections du cordon ombilical, autres et sans précision
  - (P02.7) Fœtus et nouveau-né affectés par une chorio-amniotite
  - (P02.8) Fœtus et nouveau-né affectés par d'autres anomalies des membranes
  - (P02.9) Fœtus et nouveau-né affectés par une anomalie des membranes, sans précision

- (P03) Fœtus et nouveau-né affectés par d'autres complications du travail et de l'accouchement
  - (P03.0) Fœtus et nouveau-né affectés par un accouchement et une extraction par le siège
  - (P03.1) Fœtus et nouveau-né affectés par d'autres présentations et positions vicieuses du fœtus et disproportions fœto-pelviennes au cours du travail et de l'accouchement
  - (P03.2) Fœtus et nouveau-né affectés par un accouchement par forceps
  - (P03.3) Fœtus et nouveau-né affectés par un accouchement par extracteur pneumatique [ventouse]
  - (P03.4) Fœtus et nouveau-né affectés par un accouchement par césarienne
  - (P03.5) Fœtus et nouveau-né affectés par un accouchement précipité
  - (P03.6) Fœtus et nouveau-né affectés par des contractions anormales de l'utérus
  - (P03.8) Fœtus et nouveau-né affectés par d'autres complications précisées du travail et de l'accouchement
  - (P03.9) Fœtus et nouveau-né affectés par une complication du travail et de l'accouchement, sans précision

- (P04) Fœtus et nouveau-né affectés par des effets nocifs transmis par voie transplacentaire ou par le lait maternel
  - (P04.0) Fœtus et nouveau-né affectés par une anesthésie et par une analgésie de la mère, au cours de la grossesse, du travail et de l'accouchement
  - (P04.1) Fœtus et nouveau-né affectés par d'autres médicaments absorbés par la mère
  - (P04.2) Fœtus et nouveau-né affectés par le tabagisme de la mère
  - (P04.3) Fœtus et nouveau-né affectés par l'alcoolisme de la mère
  - (P04.4) Fœtus et nouveau-né affectés par toxicomanie de la mère
  - (P04.5) Fœtus et nouveau-né affectés par une utilisation par la mère de substances chimiques nutritionnelles
  - (P04.6) Fœtus et nouveau-né affectés par l'exposition de la mère à des substances chimiques de l'environnement
  - (P04.8) Fœtus et nouveau-né affectés par d'autres effets nocifs maternels
  - (P04.9) Fœtus et nouveau-né affectés par un effet nocif maternel, sans précision

## P05-P08 - Anomalies liées à la durée de la gestation et à la croissance du fœtus
- (P05) Retard de croissance et malnutrition du fœtus
  - (P05.0) Faible poids pour l'âge gestationnel
  - (P05.1) Petite taille pour l'âge gestationnel
  - (P05.2) Malnutrition du fœtus, sans mention de léger ou petit pour l'âge gestationnel
  - (P05.9) Croissance lente du fœtus, sans précision

- (P07) Anomalies liées à une brièveté de la gestation et un poids insuffisant à la naissance, non classés ailleurs
  - (P07.0) Poids extrêmement faible à la naissance
  - (P07.1) Autres poids faibles à la naissance (1000 à 2499 g)
  - (P07.2) Immaturité extrême
  - (P07.3) Autres enfants nés avant terme

- (P08) Anomalies liées à une gestation prolongée et un poids élevé à la naissance
  - (P08.0) Enfant exceptionnellement gros (4500 g ou plus)
  - (P08.1) Autres enfants gros pour l'âge gestationnel
  - (P08.2) Enfant né après terme, qui n'est pas gros pour l'âge gestationnel

## P10-P15 - Traumatismes obstétricaux
- (P10) Déchirure et hémorragie intracrâniennes dues à un traumatisme obstétrical
  - (P10.0) Hémorragie sous-durale due à un traumatisme obstétrical
  - (P10.1) Hémorragie cérébrale due à un traumatisme obstétrical
  - (P10.2) Hémorragie intraventriculaire due à un traumatisme obstétrical
  - (P10.3) Hémorragie sous-arachnoïdienne due à un traumatisme obstétrical
  - (P10.4) Déchirure de la tente du cervelet due à un traumatisme obstétrical
  - (P10.8) Autres déchirures et hémorragies intracrâniennes dues à un traumatisme obstétrical
  - (P10.9) Déchirure et hémorragie intracrâniennes non précisées, dues à un traumatisme obstétrical

- (P11) Autres lésions du système nerveux central dues à un traumatisme obstétrical
  - (P11.0) Œdème cérébral dû à un traumatisme obstétrical
  - (P11.1) Autres lésions cérébrales précisées, dues à un traumatisme obstétrical
  - (P11.2) Lésion cérébrale non précisée, due à un traumatisme obstétrical
  - (P11.3) Lésion du nerf facial due à un traumatisme obstétrical
  - (P11.4) Lésion des autres nerfs crâniens due à un traumatisme obstétrical
  - (P11.5) Lésion du rachis et de la moelle épinière due à un traumatisme obstétrical
  - (P11.9) Lésion du système nerveux central due à un traumatisme obstétrical, sans précision

- (P12) Lésion du cuir chevelu due à un traumatisme obstétrical
  - (P12.0) Céphalhématome dû à un traumatisme obstétrical
  - (P12.1) Hématome en chignon dû à un traumatisme obstétrical
  - (P12.2) Hémorragie épicrânienne sous-aponévrotique due à un traumatisme obstétrical
  - (P12.3) Meurtrissure du cuir chevelu due à un traumatisme obstétrical
  - (P12.4) Lésion du cuir chevelu liée à une surveillance électronique continue
  - (P12.8) Autres lésions du cuir chevelu dues à un traumatisme obstétrical
  - (P12.9) Lésion du cuir chevelu due à un traumatisme obstétrical, sans précision

- (P13) Lésion du squelette due à un traumatisme obstétrical
  - (P13.0) Fracture du crâne due à un traumatisme obstétrical
  - (P13.1) Autres lésions du crâne dues à un traumatisme obstétrical
  - (P13.2) Lésion du fémur due à un traumatisme obstétrical
  - (P13.3) Lésion d'autres os longs due à un traumatisme obstétrical
  - (P13.4) Fracture de la clavicule due à un traumatisme obstétrical
  - (P13.8) Lésions d'autres parties du squelette dues à un traumatisme obstétrical
  - (P13.9) Lésion du squelette due à un traumatisme obstétrical, sans précision

- (P14) Lésion du système nerveux périphérique due à un traumatisme obstétrical
  - (P14.0) Paralysie de Duchenne-Erb due à un traumatisme obstétrical
  - (P14.1) Paralysie de Dejerine-Klumpke due à un traumatisme obstétrical
  - (P14.2) Paralysie du nerf phrénique due à un traumatisme obstétrical
  - (P14.3) Autres lésions du plexus brachial dues à un traumatisme obstétrical
  - (P14.8) Lésions d'autres parties du système nerveux périphérique dues à un traumatisme obstétrical
  - (P14.9) Lésion du système nerveux périphérique due à un traumatisme obstétrical, sans précision

- (P15) Autres traumatismes obstétricaux
  - (P15.0) Traumatisme obstétrical du foie
  - (P15.1) Traumatisme obstétrical de la rate
  - (P15.2) Lésion sterno-cléido-mastoïdienne due à un traumatisme obstétrical
  - (P15.3) Lésion de l'œil due à un traumatisme obstétrical
  - (P15.4) Lésion faciale due à un traumatisme obstétrical
  - (P15.5) Lésion des organes génitaux externes due à un traumatisme obstétrical
  - (P15.6) Adiponécrose sous-cutanée due à un traumatisme obstétrical
  - (P15.8) Autres traumatismes obstétricaux précisés
  - (P15.9) Traumatisme obstétrical, sans précision

## P20-P29 - Affections respiratoires et cardio-vasculaires spécifiques de la période périnatale
- (P20) Hypoxie intra-utérine
  - (P20.0) Hypoxie intra-utérine constatée pour la première fois avant le début du travail
  - (P20.1) Hypoxie intra-utérine constatée pour la première fois pendant le travail et l'accouchement
  - (P20.9) Hypoxie intra-utérine, sans précision

- (P21) Asphyxie obstétricale
  - (P21.0) Asphyxie obstétricale grave
  - (P21.1) Asphyxie obstétricale légère ou modérée
  - (P21.9) Asphyxie obstétricale, sans précision

- (P22) Détresse respiratoire du nouveau-né
  - (P22.0) Syndrome de détresse respiratoire du nouveau-né
  - (P22.1) Tachypnée transitoire du nouveau-né
  - (P22.8) Autres détresses respiratoires du nouveau-né
  - (P22.9) Détresse respiratoire du nouveau-né, sans précision

- (P23) Pneumopathie congénitale
  - (P23.0) Pneumopathie congénitale due à un agent viral
  - (P23.1) Pneumopathie congénitale à Chlamydia
  - (P23.2) Pneumopathie congénitale à staphylocoques
  - (P23.3) Pneumonie congénitale à streptocoques, groupe B
  - (P23.4) Pneumopathie congénitale à Escherichia coli
  - (P23.5) Pneumopathie congénitale à Pseudomonas
  - (P23.6) Pneumopathie congénitale due à d'autres agents bactériens
  - (P23.8) Pneumopathie congénitale due à d'autres micro-organismes
  - (P23.9) Pneumopathie congénitale, sans précision

- (P24) Syndromes néonatals d'aspiration
  - (P24.0) Aspiration néonatale de méconium
  - (P24.1) Aspiration néonatale de liquide amniotique et de mucus
  - (P24.2) Aspiration néonatale de sang
  - (P24.3) Aspiration néonatale de lait et d'aliments régurgités
  - (P24.8) Autres syndromes néonatals d'aspiration
  - (P24.9) Syndrome néonatal d'aspiration, sans précision

- (P25) Emphysème interstitiel et affections apparentées survenant pendant la période périnatale
  - (P25.0) Emphysème interstitiel survenant pendant la période périnatale
  - (P25.1) Pneumothorax survenant pendant la période périnatale
  - (P25.2) Pneumomédiastin survenant pendant la période périnatale
  - (P25.3) Pneumopéricarde survenant pendant la période périnatale
  - (P25.8) Autres affections apparentées à l'emphysème interstitiel survenant pendant la période périnatale

- (P26) Hémorragie pulmonaire survenant pendant la période périnatale
  - (P26.0) Hémorragie trachéobronchique survenant pendant la période périnatale
  - (P26.1) Hémorragie pulmonaire massive survenant pendant la période périnatale
  - (P26.8) Autres hémorragies pulmonaires survenant pendant la période périnatale
  - (P26.9) Hémorragie pulmonaire non précisée survenant pendant la période périnatale

- (P27) Maladies respiratoires chroniques survenant pendant la période périnatale
  - (P27.0) Syndrome de Wilson-Mikity
  - (P27.1) Dysplasie broncho-pulmonaire survenant pendant la période périnatale
  - (P27.8) Autres maladies respiratoires chroniques survenant pendant la période périnatale
  - (P27.9) Maladie respiratoire chronique non précisée survenant pendant la période périnatale

- (P28) Autres affections respiratoires survenant pendant la période périnatale
  - (P28.0) Atélectasie primitive du nouveau-né
  - (P28.1) Atélectasies du nouveau-né, autres et sans précision
  - (P28.2) Crises de cyanose du nouveau-né
  - (P28.3) Apnée primitive du sommeil chez le nouveau-né
  - (P28.4) Autres apnées du nouveau-né
  - (P28.8) Autres affections respiratoires précisées chez le nouveau-né
  - (P28.9) Affection respiratoire du nouveau-né, sans précision

- (P29)  Affections cardio-vasculaires survenant pendant la période périnatale
  - (P29.0) Insuffisance cardiaque néonatale
  - (P29.1) Arythmie cardiaque néonatale
  - (P29.2) Hypertension néonatale
  - (P29.3) Persistance de la circulation fœtale
  - (P29.4) Ischémie transitoire du myocarde du nouveau-né
  - (P29.8) Autres affections cardio-vasculaires survenant pendant la période périnatale
  - (P29.9) Affection cardio-vasculaire survenant pendant la période périnatale, sans précision

## P35-P39 - Infections spécifiques de la période périnatale
- (P35) Maladies virales congénitales
  - (P35.0) Syndrome de rubéole congénitale
  - (P35.1) Infection congénitale à cytomégalovirus
  - (P35.2) Infection virale congénitale herpétique [herpes simplex]
  - (P35.3) Hépatite virale congénitale
  - (P35.8) Autres maladies virales congénitales
  - (P35.9) Maladie virale congénitale, sans précision

- (P36) Infection bactérienne du nouveau-né
  - (P36.0) Infection du nouveau-né à streptocoques, groupe B
  - (P36.1) Infections du nouveau-né à streptocoques, autres et sans précision
  - (P36.2) Infection du nouveau-né à staphylocoques dorés
  - (P36.3) Infections du nouveau-né à staphylocoques, autres et sans précision
  - (P36.4) Infection du nouveau-né à Escherichia coli
  - (P36.5) Infection du nouveau-né due à des anaérobies
  - (P36.8) Autres infections bactériennes du nouveau-né
  - (P36.9) Infection bactérienne du nouveau-né, sans précision

- (P37) Autres maladies infectieuses et parasitaires congénitales
  - (P37.0) Tuberculose congénitale
  - (P37.1) Toxoplasmose congénitale
  - (P37.2) Listériose néonatale (disséminée)
  - (P37.3) Paludisme congénital à Plasmodium falciparum
  - (P37.4) Autres formes de paludisme congénital
  - (P37.5) Candidose néonatale
  - (P37.8) Autres maladies infectieuses et parasitaires congénitales précisées
  - (P37.9) Maladie infectieuse ou parasitaire congénitale, sans précision

- (P38) Omphalite du nouveau-né, avec ou sans hémorragie légère

- (P39) Autres infections spécifiques de la période périnatale
  - (P39.0) Mastite infectieuse néonatale
  - (P39.1) Conjonctivite et dacryocystite néonatales
  - (P39.2) Infection intra-amniotique du fœtus, non classée ailleurs
  - (P39.3) Infection néonatale des voies urinaires
  - (P39.4) Infection néonatale de la peau
  - (P39.8) Autres infections spécifiques précisées de la période périnatale
  - (P39.9) Infection spécifique de la période périnatale, sans précision

## P50-P61 - Affections hémorragiques et hématologiques du fœtus et du nouveau-né
- (P50) Perte de sang fœtal
  - (P50.0) Perte de sang fœtal due à une insertion vélamenteuse du cordon
  - (P50.1) Perte de sang fœtal due à une rupture du cordon
  - (P50.2) Perte de sang fœtal d'origine placentaire
  - (P50.3) Hémorragie vers un jumeau
  - (P50.4) Hémorragie vers la circulation maternelle
  - (P50.5) Perte de sang fœtal au niveau de la section du cordon d'un jumeau
  - (P50.8) Autres pertes de sang fœtal
  - (P50.9) Perte de sang fœtal, sans précision

- (P51) Hémorragie ombilicale du nouveau-né
  - (P51.0) Hémorragie ombilicale massive du nouveau-né
  - (P51.8) Autres hémorragies ombilicales du nouveau-né
  - (P51.9) Hémorragie ombilicale du nouveau-né, sans précision

- (P52) Hémorragie intracrânienne non traumatique du fœtus et du nouveau-né
  - (P52.0) Hémorragie intraventriculaire (non traumatique), degré 1, du fœtus et du nouveau-né
  - (P52.1) Hémorragie intraventriculaire (non traumatique), degré 2, du fœtus et du nouveau-né
  - (P52.2) Hémorragie intraventriculaire (non traumatique), degré 3, du fœtus et du nouveau-né
  - (P52.3) Hémorragie intraventriculaire (non traumatique) du fœtus et du nouveau-né, sans précision
  - (P52.4) Hémorragie intracérébrale (non traumatique) du fœtus et du nouveau-né
  - (P52.5) Hémorragie sous-arachnoïdienne (non traumatique) du fœtus et du nouveau-né
  - (P52.6) Hémorragie cérébelleuse et de la fosse postérieure (non traumatique) du fœtus et du nouveau-né
  - (P52.8) Autres hémorragies intracrâniennes (non traumatiques) du fœtus et du nouveau-né
  - (P52.9) Hémorragie intracrânienne (non traumatique) du fœtus et du nouveau-né, sans précision

- (P53) Maladie hémorragique du fœtus et du nouveau-né

- (P54) Autres hémorragies néonatales
  - (P54.0) Hématémèse néonatale
  - (P54.1) Melæna néonatal
  - (P54.2) Hémorragie rectale néonatale
  - (P54.3) Autres hémorragies gastro-intestinales néonatales
  - (P54.4) Hémorragie surrénalienne néonatale
  - (P54.5) Hémorragie cutanée néonatalerissure du cuir chevelu due à un traumatisme obstétrical (P12.3)
  - (P54.6) Hémorragie vaginale néonatale
  - (P54.8) Autres hémorragies néonatales précisées
  - (P54.9) Hémorragie néonatale, sans précision

- (P55) Maladie hémolytique du fœtus et du nouveau-né
  - (P55.0) Iso-immunisation du fœtus et du nouveau-né
  - (P55.1) Iso-immunisation ABO du fœtus et du nouveau-né
  - (P55.8) Autres maladies hémolytiques du fœtus et du nouveau-né
  - (P55.9) Maladie hémolytique du fœtus et du nouveau-né, sans précision

- (P56) Anasarque fœtoplacentaire due à une maladie hémolytique
  - (P56.0) Anasarque fœtoplacentaire due à une iso-immunisation
  - (P56.9) Anasarque fœtoplacentaire due à des maladies hémolytiques, autres et sans précision

- (P57) Ictère nucléaire
  - (P57.0) Ictère nucléaire dû à une iso-immunisation
  - (P57.8) Autres formes précisées d'ictère nucléaire
  - (P57.9) Ictère nucléaire, sans précision

- (P58) Ictère néonatal dû à d'autres hémolyses excessives
  - (P58.0) Ictère néonatal dû à des contusions
  - (P58.1) Ictère néonatal dû à un saignement
  - (P58.2) Ictère néonatal dû à une infection
  - (P58.3) Ictère néonatal dû à une polycythémie
  - (P58.4) Ictère néonatal dû à des médicaments ou des toxines transmis par la mère ou administrés au nouveau-né
  - (P58.5) Ictère néonatal dû à une déglutition de sang maternel
  - (P58.8) Ictère néonatal dû à d'autres hémolyses excessives précisées
  - (P58.9) Ictère néonatal dû à une hémolyse excessive, sans précision

- (P59) Ictère néonatal dû à des causes autres et sans précision
  - (P59.0) Ictère néonatal associé à un accouchement avant terme
  - (P59.1) Syndrome de la "bile épaisse"
  - (P59.2) Ictère néonatal dû à des lésions hépatocellulaires, autres et sans précision
  - (P59.3) Ictère néonatal dû à des inhibiteurs de la lactation
  - (P59.8) Ictère néonatal dû à d'autres causes précisées
  - (P59.9) Ictère néonatal, sans précision

- (P60) Coagulation intravasculaire disséminée chez le fœtus et le nouveau-né

- (P61) Autres affections hématologiques de la période périnatale
  - (P61.0) Thrombopénie néonatale transitoire
  - (P61.1) Polycythémie du nouveau-né
  - (P61.2) Anémie de la prématurité
  - (P61.3) Anémie congénitale par perte de sang fœtal
  - (P61.4) Autres anémies congénitales, non classées ailleurs
  - (P61.5) Neutropénie néonatale transitoire
  - (P61.6) Autres affections transitoires de la coagulation pendant la période néonatale
  - (P61.8) Autres affections hématologiques précisées de la période périnatale
  - (P61.9) Affection hématologique de la période périnatale, sans précision

## P70-P74 - Anomalies endocriniennes et métaboliques transitoires spécifiques du fœtus et du nouveau-né
- (P70) Anomalies transitoires du métabolisme des glucides spécifiques du fœtus et du nouveau-né
  - (P70.0) Syndrome de l'enfant dont la mère a un diabète de la grossesse
  - (P70.1) Syndrome de l'enfant de mère diabétique
  - (P70.2) Diabète sucré néonatal
  - (P70.3) Hypoglycémie néonatale iatrogène
  - (P70.4) Autres hypoglycémies néonatales
  - (P70.8) Autres anomalies transitoires du métabolisme des glucides chez le fœtus et le nouveau-né
  - (P70.9) Anomalie transitoire du métabolisme des glucides chez le fœtus et le nouveau-né, sans précision

- (P71) Anomalies transitoires du métabolisme du calcium et du magnésium du nouveau-né
  - (P71.0) Hypocalcémie du nouveau-né, due au lait de vache
  - (P71.1) Autres hypocalcémies du nouveau-né
  - (P71.2) Hypomagnésémie néonatale
  - (P71.3) Tétanie néonatale sans carence en calcium ou magnésium
  - (P71.4) Hypoparathyroïdie néonatale transitoire
  - (P71.8) Autres anomalies transitoires du métabolisme du calcium et du magnésium du nouveau-né
  - (P71.9) Anomalie transitoire du métabolisme du calcium et du magnésium du nouveau-né, sans précision

- (P72) Autres anomalies endocriniennes transitoires du nouveau-né
  - (P72.0) Goitre néonatal, non classé ailleurs
  - (P72.1) Hyperthyroïdie transitoire néonatale
  - (P72.2) Autres anomalies néonatales de la fonction thyroïdienne, non classées ailleurs
  - (P72.8) Autres anomalies endocriniennes transitoires précisées du nouveau-né
  - (P72.9) Anomalie endocrinienne transitoire du nouveau-né, sans précision

- (P74) Autres anomalies électrolytiques et métaboliques transitoires du nouveau-né
  - (P74.0) Acidose métabolique tardive du nouveau-né
  - (P74.1) Déshydratation du nouveau-né
  - (P74.2) Anomalies de l'équilibre sodique du nouveau-né
  - (P74.3) Anomalies de l'équilibre potassique du nouveau-né
  - (P74.4) Autres anomalies électrolytiques transitoires du nouveau-né
  - (P74.5) Tyrosinémie transitoire du nouveau-né
  - (P74.8) Autres anomalies métaboliques transitoires du nouveau-né
  - (P74.9) Anomalie métabolique transitoire du nouveau-né, sans précision

## P75-P78 - Affections de l'appareil digestif du fœtus et du nouveau-né
- (P75) Iléus méconial

- (P76) Autres occlusions intestinales du nouveau-né
  - (P76.0) Syndrome du bouchon méconial
  - (P76.1) Iléus transitoire du nouveau-né
  - (P76.2) Occlusion intestinale due à un lait épaissi
  - (P76.8) Autres occlusions intestinales précisées du nouveau-né
  - (P76.9) Occlusion intestinale du nouveau-né, sans précision

- (P77) Entérocolite nécrosante du fœtus et du nouveau-né

- (P78) Autres affections périnatales de l'appareil digestif
  - (P78.0) Perforation intestinale périnatale
  - (P78.1) Autres péritonites néonatales
  - (P78.2) Hématémèse et mélæna néonatals dus à une déglutition de sang maternel
  - (P78.3) Diarrhée non infectieuse néonatale
  - (P78.8) Autres affections périnatales précisées de l'appareil digestif
  - (P78.9) Affection périnatale de l'appareil digestif, sans précision

## P80-P83 - Affections intéressant les téguments et la régulation thermique du fœtus et du nouveau-né
- (P80) Hypothermie du nouveau-né
  - (P80.0) Syndrome hypothermique du nouveau-né
  - (P80.8) Autres formes d'hypothermie du nouveau-né
  - (P80.9) Hypothermie du nouveau-né, sans précision

- (P81) Autres troubles de la régulation thermique du nouveau-né
  - (P81.0) Hyperthermie du nouveau-né due à l'environnement
  - (P81.8) Autres troubles précisés de la régulation thermique du nouveau-né
  - (P81.9) Trouble de la régulation thermique du nouveau-né, sans précision

- (P83) Autres affections des téguments spécifiques du fœtus et du nouveau-né
  - (P83.0) Sclérème du nouveau-né
  - (P83.1) Erythème toxique du nouveau-né
  - (P83.2) Anasarque fœtoplacentaire non due à une maladie hémolytique
  - (P83.3) Œdèmes, autres et sans précision, spécifiques du fœtus et du nouveau-né
  - (P83.4) Engorgement du sein chez le nouveau-né
  - (P83.5) Hydrocèle congénitale
  - (P83.6) Polype ombilical du nouveau-né
  - (P83.8) Autres affections précisées des téguments spécifiques du fœtus et du nouveau-né
  - (P83.9) Affection des téguments spécifiques du fœtus et du nouveau-né, sans précision

## P90-P96 - Autres affections dont l'origine se situe dans la période périnatale
- (P90) Convulsions du nouveau-né

- (P91) Autres affections cérébrales du nouveau-né
  - (P91.0) Ischémie cérébrale néonatale
  - (P91.1) Kystes périventriculaires acquis du nouveau-né
  - (P91.2) Leucomalacie cérébrale néonatale
  - (P91.3) Irritabilité cérébrale du nouveau-né
  - (P91.4) Baisse de l'activité cérébrale du nouveau-né
  - (P91.5) Coma du nouveau-né
  - (P91.6) Encéphalopathie anoxo-ischémique [hypoxique ischémique] du nouveau-né
  - (P91.8) Autres affections cérébrales précisées du nouveau-né
  - (P91.9) Affection cérébrale du nouveau-né, sans précision

- (P92) Problèmes alimentaires du nouveau-né
  - (P92.0) Vomissements du nouveau-né
  - (P92.1) Régurgitation et mérycisme du nouveau-né
  - (P92.2) Alimentation lente du nouveau-né
  - (P92.3) Sous-alimentation du nouveau-né
  - (P92.4) Suralimentation du nouveau-né
  - (P92.5) Alimentation au sein difficile chez le nouveau-né
  - (P92.8) Autres problèmes alimentaires du nouveau-né
  - (P92.9) Problème alimentaire du nouveau-né, sans précision

- (P93) Réactions et intoxications médicamenteuses du fœtus et du nouveau-né

- (P94) Anomalies du tonus musculaire du nouveau-né
  - (P94.0) Myasthénie transitoire néonatale
  - (P94.1) Hypertonie congénitale
  - (P94.2) Hypotonie congénitale
  - (P94.8) Autres anomalies du tonus musculaire du nouveau-né
  - (P94.9) Anomalie du tonus musculaire du nouveau-né, sans précision

- (P95) Mort fœtale de cause non précisée

- (P96) Autres affections dont l'origine se situe dans la période périnatale
  - (P96.0) Insuffisance rénale congénitale (Urémie du nouveau-né)
  - (P96.1) Symptômes néonatals de privation dus à la toxicomanie de la mère
  - (P96.2) Symptômes de privation d'une utilisation thérapeutique de médicaments chez le nouveau-né
  - (P96.3) Retard de fermeture des sutures crâniennes
  - (P96.4) Interruption de la grossesse, fœtus et nouveau-né
  - (P96.5) Complications consécutives à des actes à visée diagnostique et thérapeutique intra-utérins, non classées ailleurs
  - (P96.8) Autres affections précisées dont l'origine se situe dans la période périnatale
  - (P96.9) Affection dont l'origine se situe dans la période périnatale, sans précision